# Domaine du château de Montjean
Ne doit pas être confondu avec Château de Montjean.
Pour les articles homonymes, voir Montjean.
Le domaine du château de Montjean, parc du château de Montjean ou parc de Montjean, est un parc public situé dans la plaine de Montjean dans la commune de Wissous en Essonne. Avec 17 hectares, ce parc est le plus grand de la commune. Il est classé espace naturel sensible.

## Géographie
Le domaine du château de Montjean est situé entre Wissous et Rungis dans la plaine de Montjean. Le ru de Rungis y passe dans une conduite souterraine et la Méridienne verte se situe à l'est du parc. L'autoroute A6 (« l'autoroute du Soleil ») passe à l'ouest du parc et le centre horticole de la Ville de Paris situé à son nord.

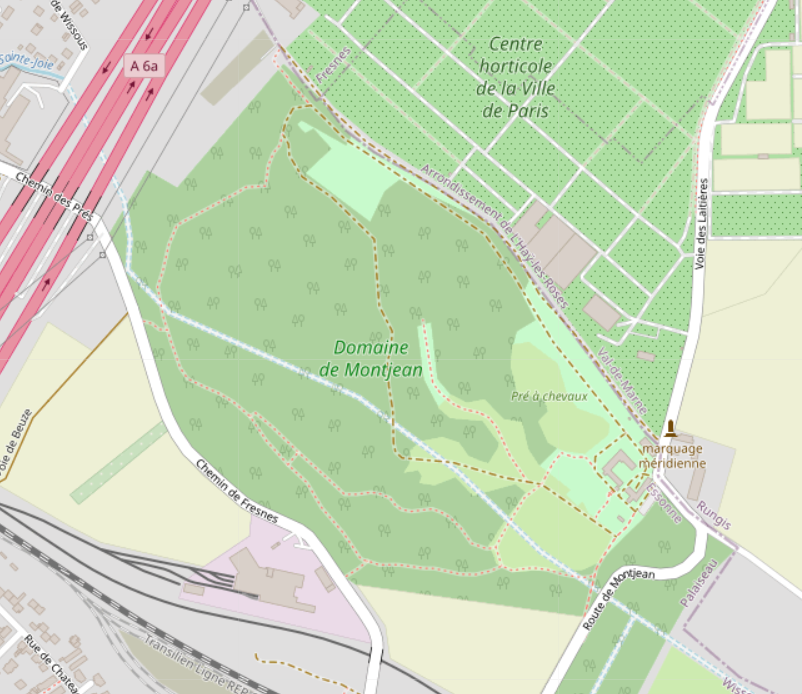
Carte du domaine du château de Montjean.

## Histoire
Le domaine du château de Montjean a été acheté par la ville avec l'aide du Conseil général de l'Essonne en 2002,. Le château est à l'époque en mauvais état mais le domaine est classé en espace naturel sensible,, pour la richesse de sa biodiversité.
À l'origine la propriété, située sur une butte, s'appelait Mont-Jean ainsi que nous pouvons le constater sur les plus anciens plans du site. Ce nom venait sans doute de son premier propriétaire  qui lui donna son nom. Le domaine a appartenu  dans les années 1660 au noble Jacques de Beauvais, puis fut habité par un domestique de Louis XVI d'après l'historien Jean Lebeuf. Divisé en deux propriétés, le domaine a appartenu au général François de Chasseloup-Laubat et au marquis de Clermont-Gallerande. Le duc d'Aumont y résida également à partir de 1824.

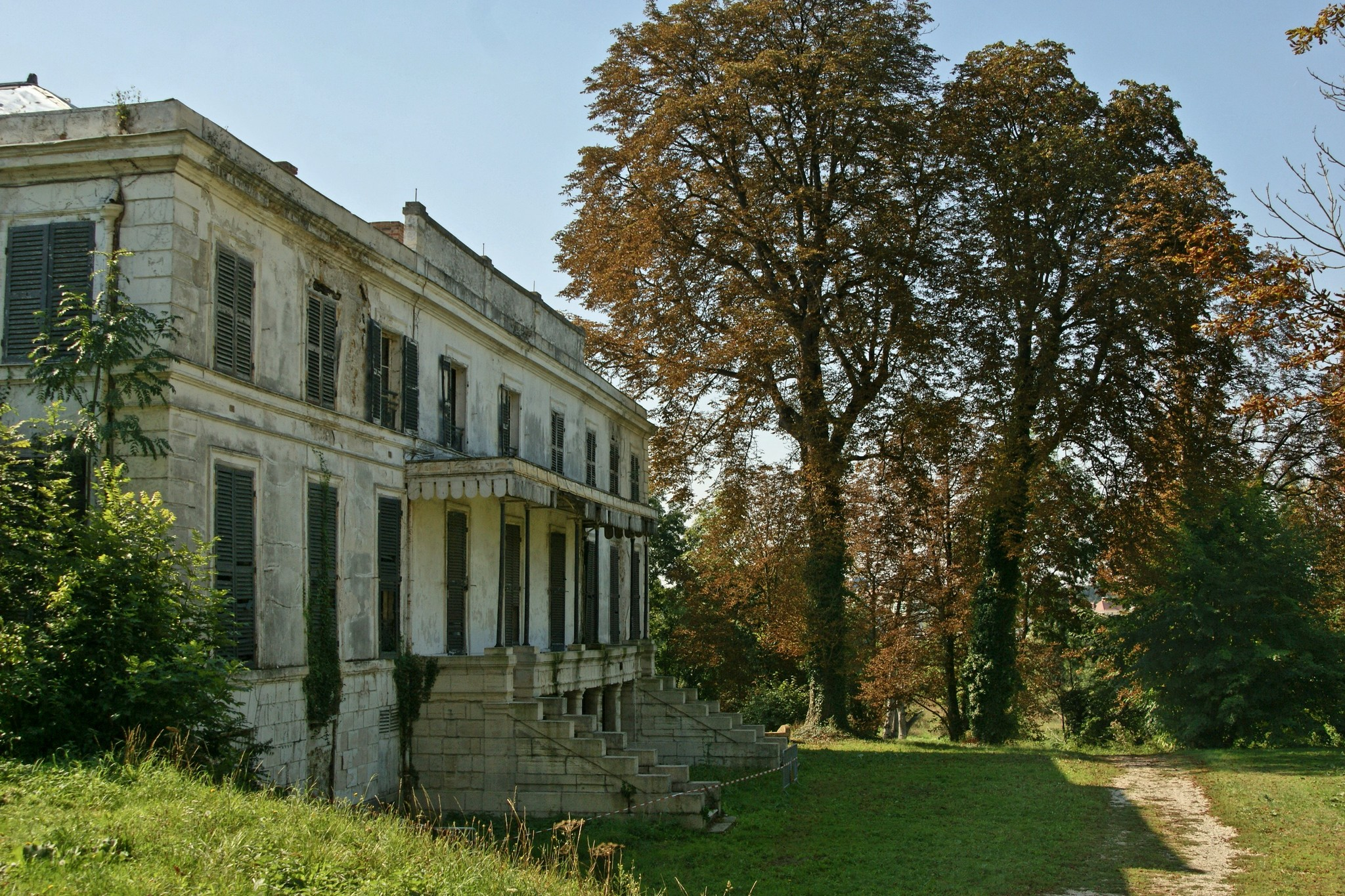
Château du domaine.

Le château, construit au début du XIXe siècle, servit d'hôpital militaire durant la Première Guerre mondiale avant d'être occupé par les troupes allemandes pendant la Seconde Guerre mondiale. 
Le 7 novembre 1824, l'aéronaute Jean-François Dupuis-Delcourt — futur fondateur de la Société aérostatique et météorologique de France — réussit, à partir du domaine de Montjean, la première ascension d'une « flottille aérostatique » expérimentale,,,. Atteignant une altitude de 2 600 mètres, la flottille se posa ensuite à Choisy-le-Roi.
Plus récemment, le domaine a servi de décharge à gravats provenant de la construction de l'aéroport puis de l'élargissement de l'autoroute qui le longe,. 
Ces déblais ont fait disparaître toute trace du ru de Rungis qui traversait le domaine. Le conduit où coule le ruisseau est enfoui sous plusieurs mètres de terre. Ces gravats se sont également amoncelés sur le tracé de l'aqueduc souterrain gallo-romain de Lutèce qui traversait le domaine parallèlement au ru de Rungis en léger surplomb.
L'une des propriétés a été démolie en 1900 et l'autre fut acquise par l'un des membres de la famille Darblay. Dans les années 1950, il servit de centre de formation pour Air France,.
En 2009, après la reprise totale du lieu par la commune, un important projet de valorisation a été lancé,. Il n'y a plus d'usage d'insecticide, ce qui permet l'installation de ruches dont les abeilles, via la pollinisation, devraient assurer la reproduction d'une grande partie des espèces végétales. De plus, ces ruches auront aussi un rôle éducatif. Dans ce but, la création d'une miellerie sur le site est à l'étude.
En 2006, 2007 et 2016 par exemple, le site est utilisé annuellement pour des animations médiévales.
Le château actuellement non occupé est partiellement muré. Ses écuries ont été restaurées et sont utilisées par l'association des attelages de Wissous (ex-attelages de Montjean) avec l'accord de la commune. Ceci explique la présence de chevaux et de calèches à proximité de celles-ci.

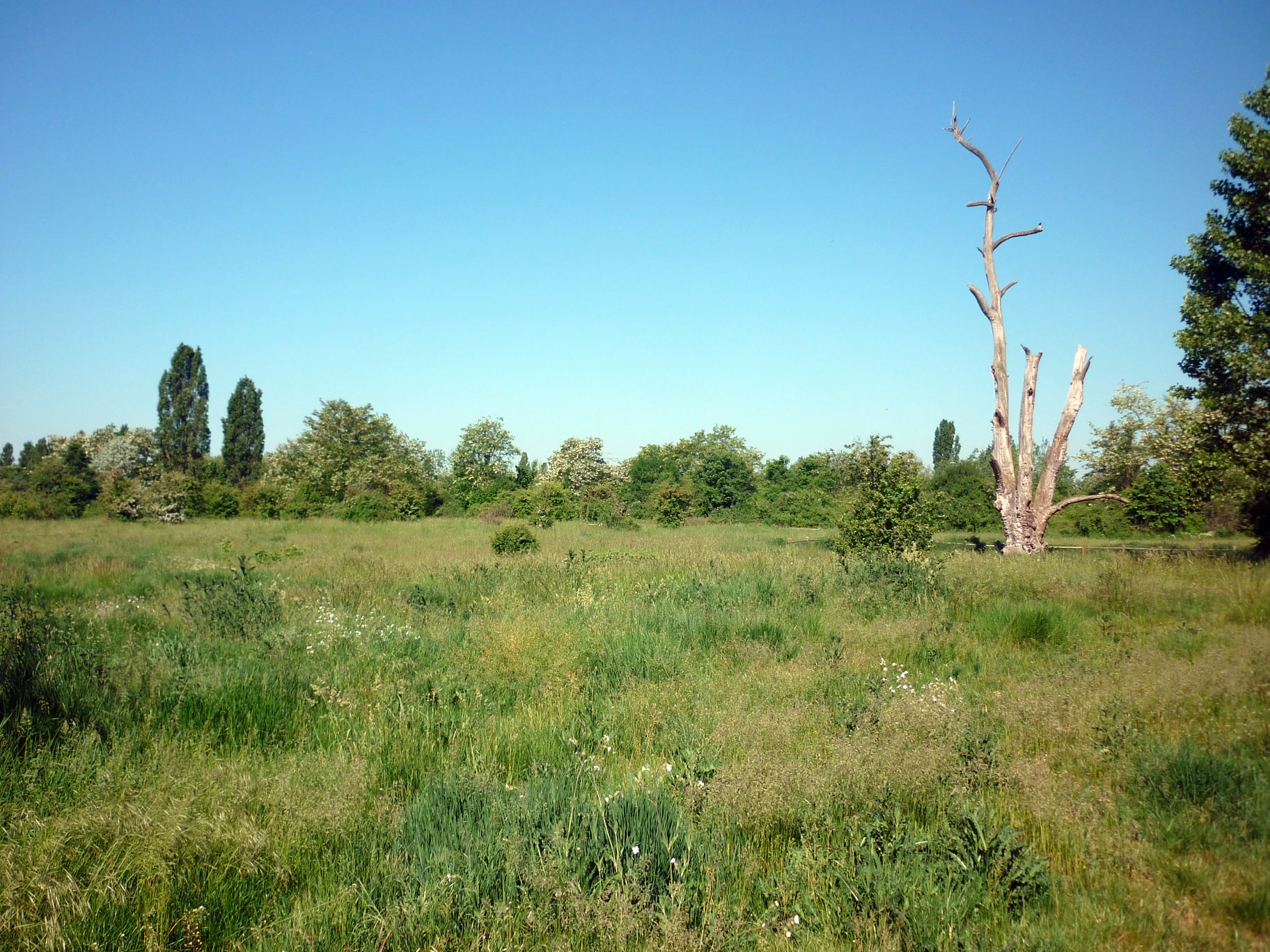
Une prairie au centre du parc
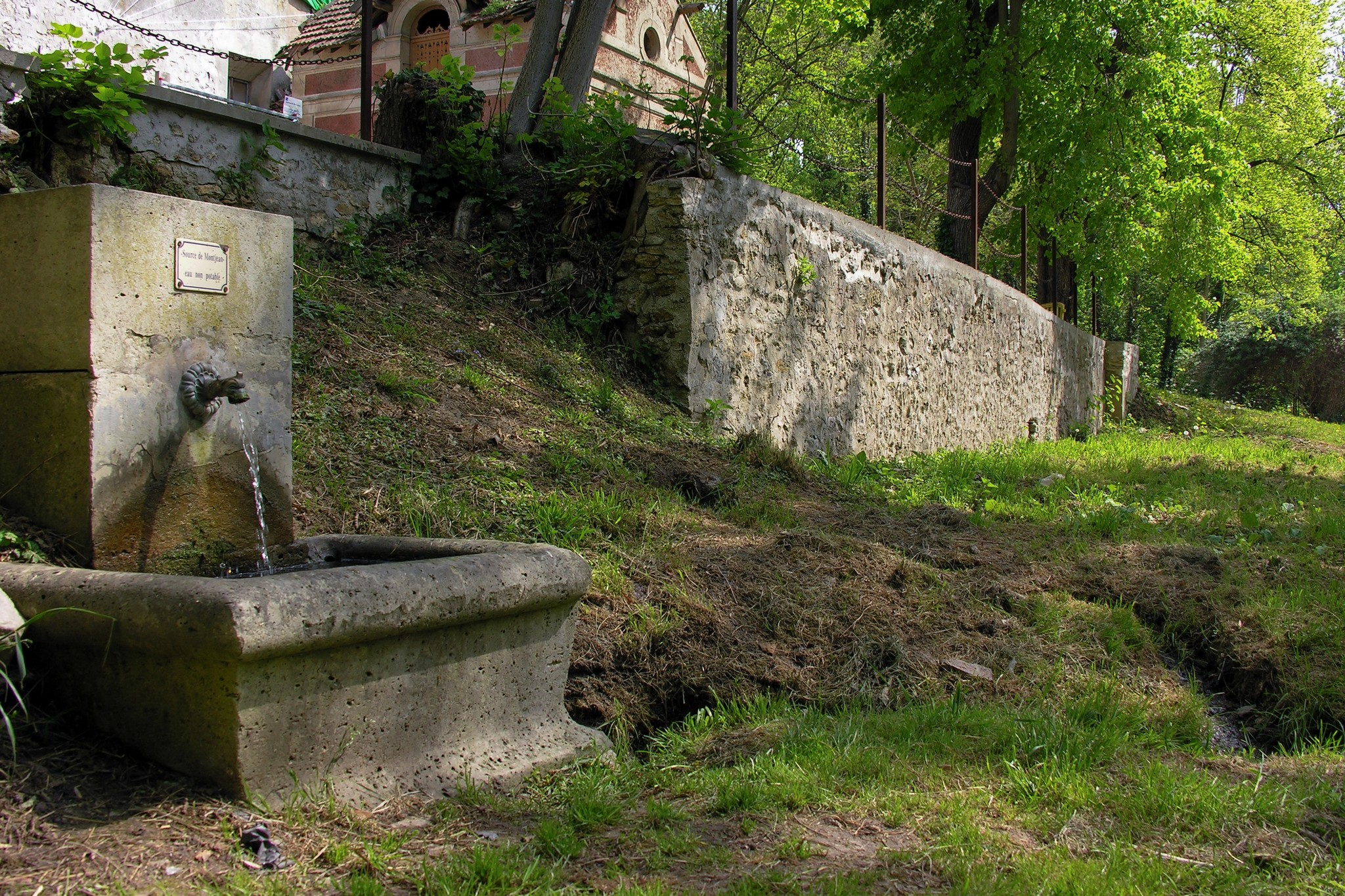
La source de Montjean
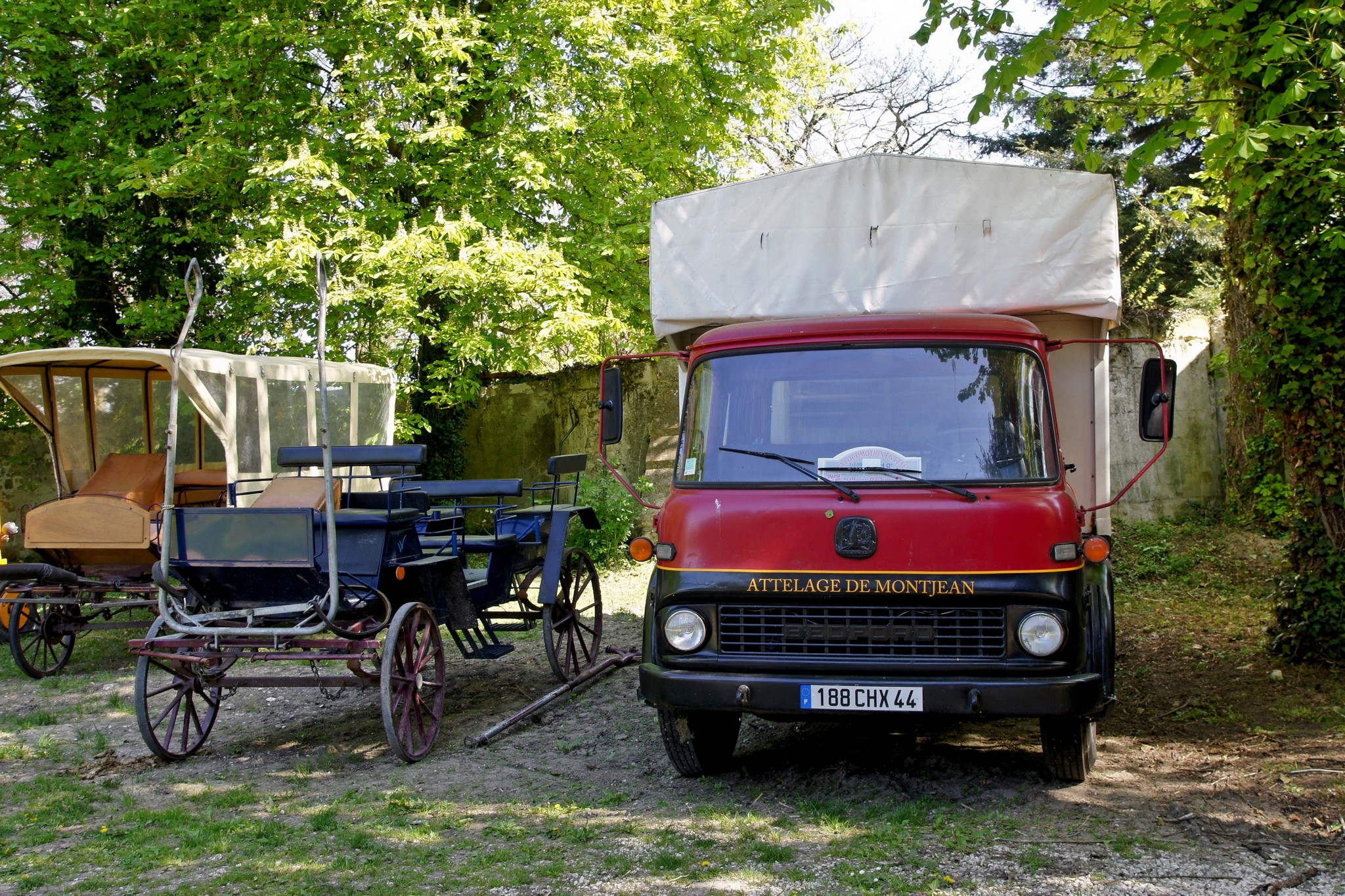
Du matériel des Attelages de Montjean
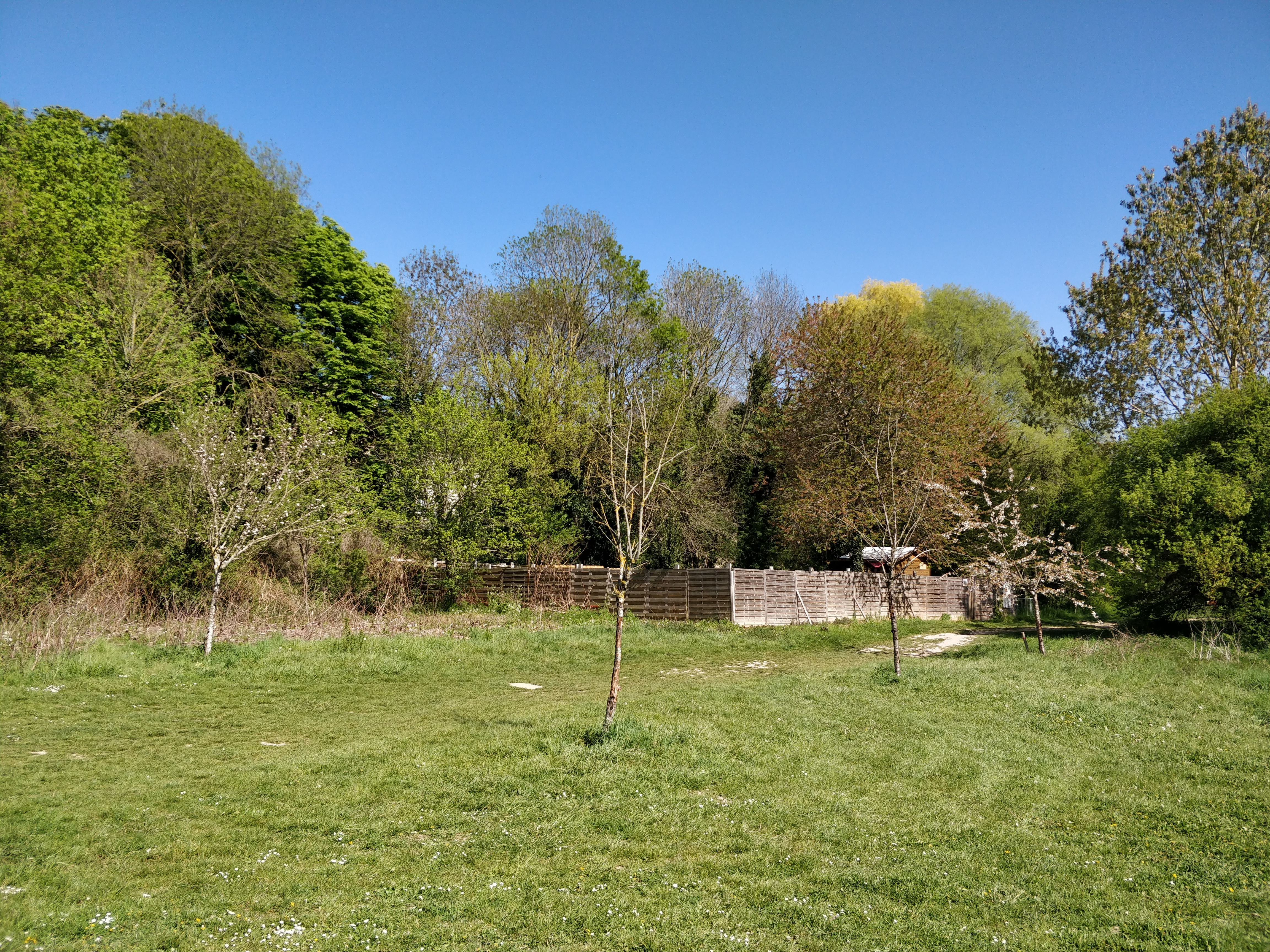
Le rucher municipal
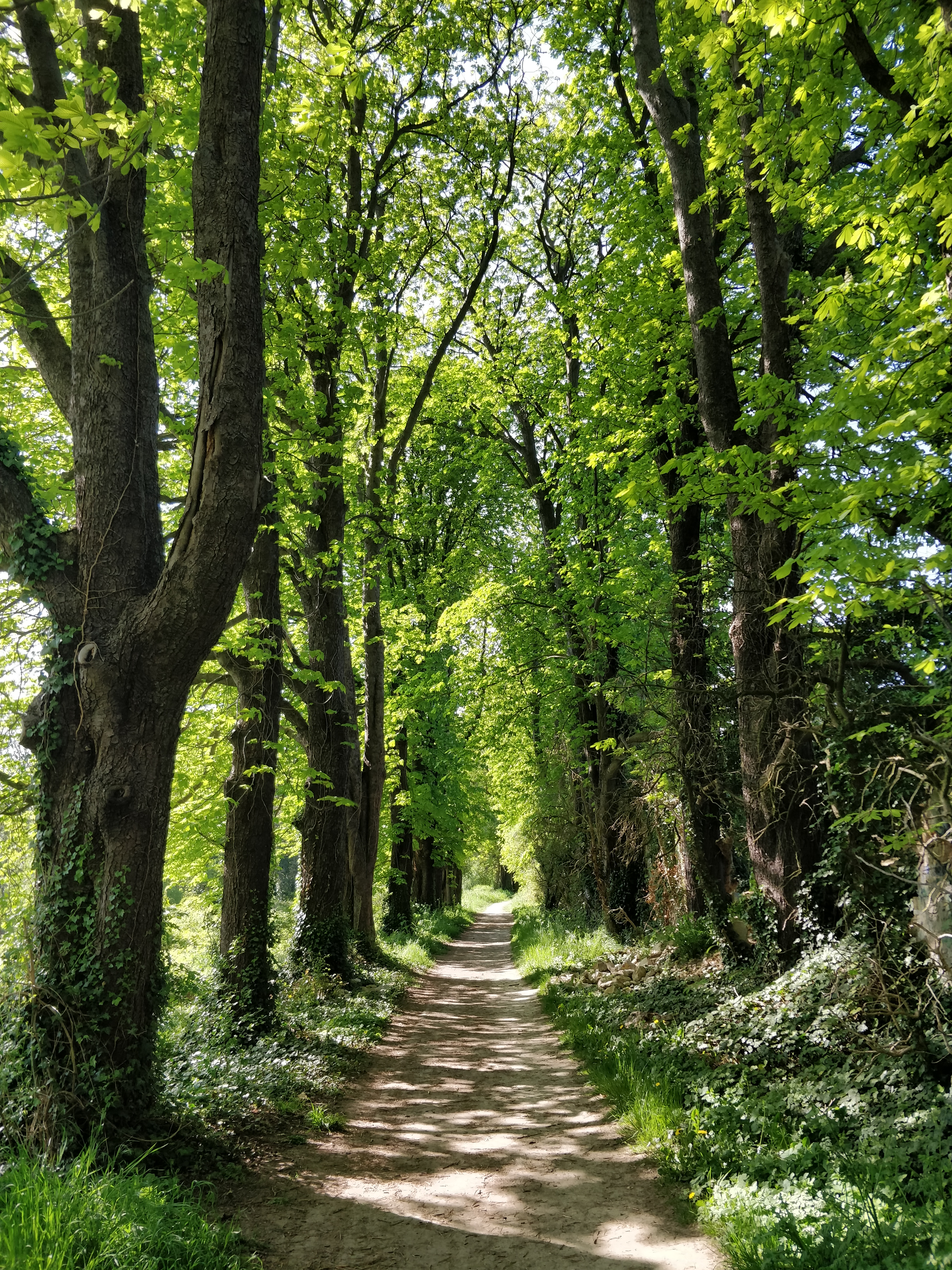
Une allée boisée du parc